# Amilcar

Schriftzug

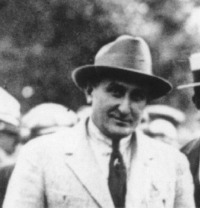
Joseph Lamy

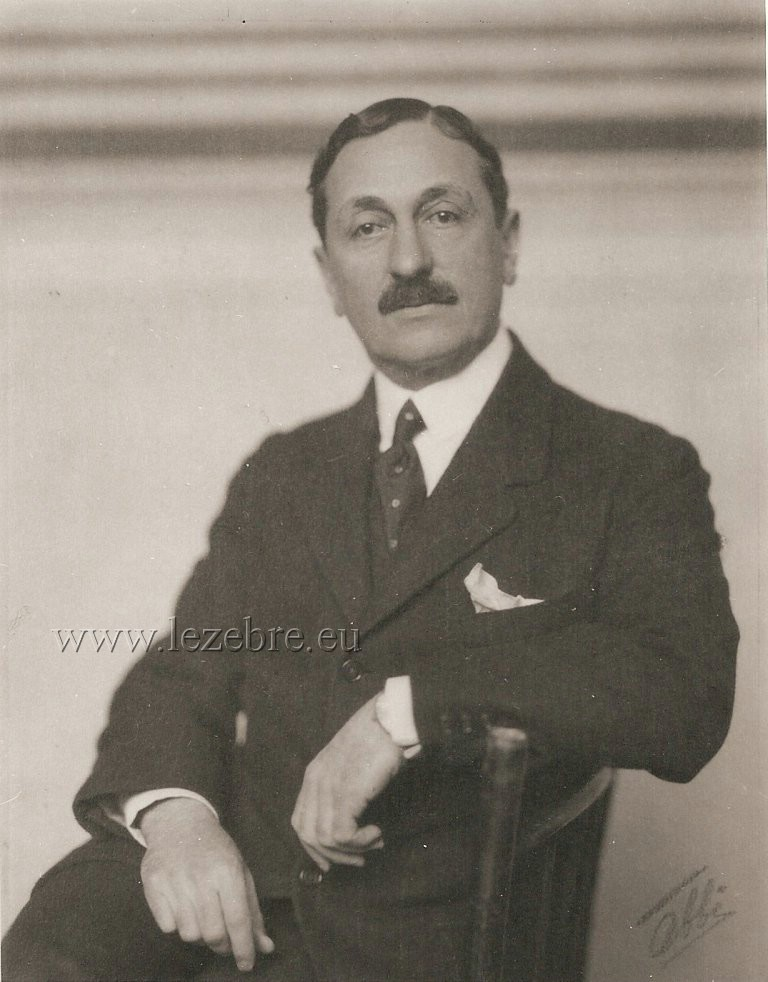
Émile Akar

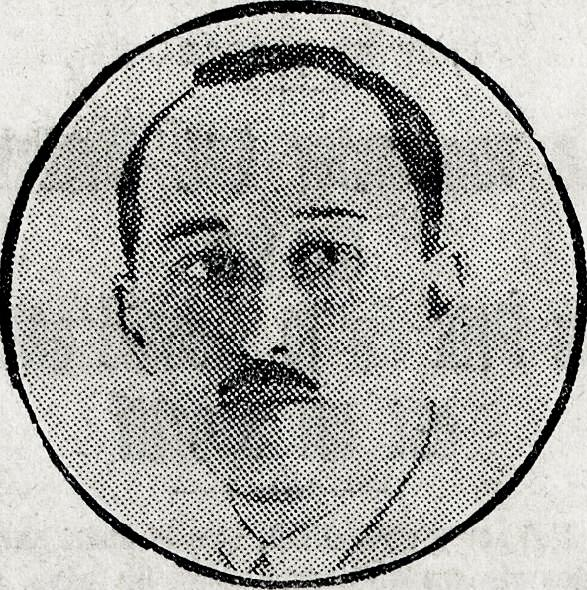
Marcel Sée

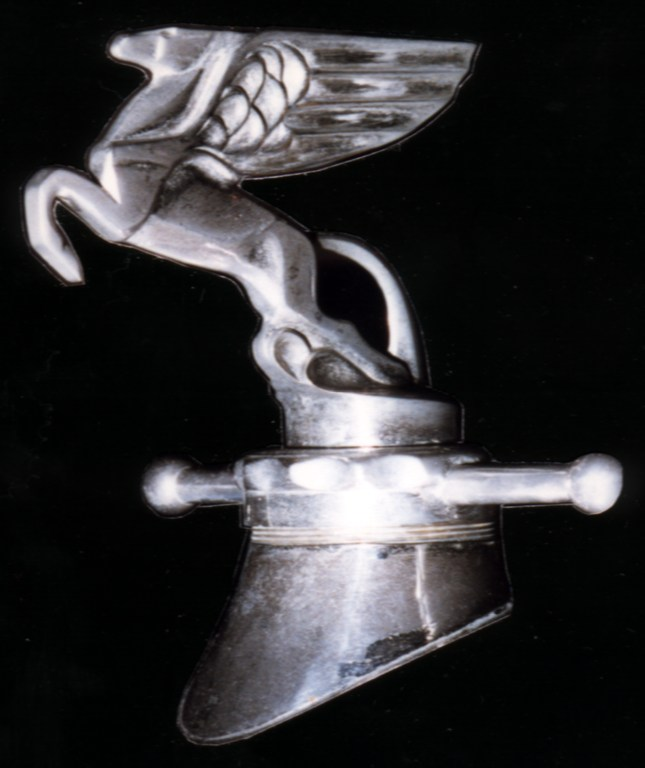
Kühlerfigur, wie sie ab Oktober 1926 verwendet wurde

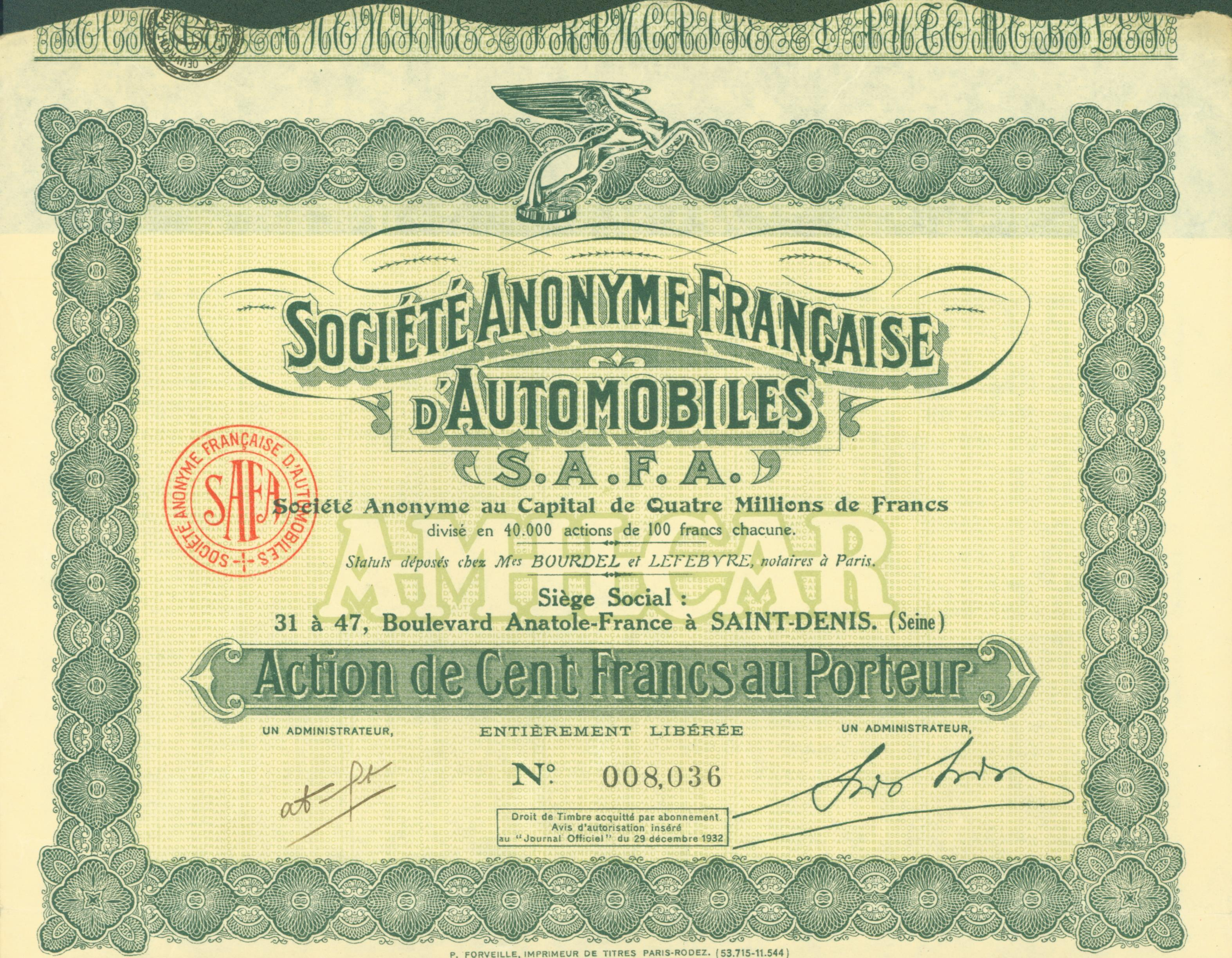
Aktie über 100 Francs der S. A. Française d’Automobiles vom 29. Dezember 1932

Amilcar war eine französische Marke für Kraftfahrzeuge. Hersteller waren nacheinander Société Nouvelle pour l’Automobile (SNPA), Société Anonyme Française d’Automobiles (S.A.F.A.) und Société Financière Automobile bzw. Société Financière pour l’Automobile (SOFIA). Der Schwerpunkt lag auf kleinen sportlichen Automobilen. Die Marke war auch im Motorsport erfolgreich.

## Hersteller

### 1921: Société Nouvelle pour l’Automobile
Eine wichtige Rolle spielte Le Zèbre. Dieses Unternehmen aus Puteaux stellte ab 1909 Kleinwagen in größeren Mengen her. Nachdem der Gründer Jules Salomon zu Citroën gewechselt hatte, verlor Le Zèbre an Bedeutung. Joseph Lamy war dort in leitender Stellung tätig. Der Geschäftsmann Émile Akar hielt Anteile an Le Zèbre. Der Rennfahrer André Morel vertrieb Fahrzeuge von Le Zèbre. Edmond Moyet arbeitete ab 1919 unter Salomon für Citroën und war dort an der Entwicklung des Citroën Typ C beteiligt. In seiner Freizeit konstruierte er ein kleines Fahrzeug. Morel stellte die Verbindung von Moyet mit Lamy und Akar her. Sie einigten sich.
Lamy und Akar gründeten daraufhin Mitte 1921 das Unternehmen in Saint-Denis. Außerdem waren Émiles Bruder Jean Akar, Michel Calman-Lévy und weitere beteiligt. Auch Morel als Verkaufsleiter und Moyet als Konstrukteur gehörten dazu. Autohäuser, die bisher Le Zèbre anboten, unterstützten das junge Unternehmen. Etwa im Oktober 1921 begann die Produktion von Automobilen. Der Markenname lautete Amilcar. Dieses Kunstwort wurde aus den Buchstaben der Namen Lamy und Akar zusammengesetzt. Der Name wurde am 19. Juli 1921 eingetragen. Im Oktober 1921 wurden drei Fahrzeuge auf dem Pariser Autosalon präsentiert. Insbesondere Morel forcierte die Teilnahme an Autorennen. So nahm er am 23. Oktober 1921 an einer Geschwindigkeitsfahrt nahe Lyon für einen Kilometer mit fliegendem Start teil und errang den Klassensieg. Ab November 1921 gab es mit W. L. Stewart & Co eine britische Verkaufsgesellschaft. Die ersten Kundenfahrzeuge wurden Ende 1921 oder Anfang 1922 ausgeliefert.
Das erste Modell Amilcar Type CC war zu Beginn der Bauzeit ein Cyclecar. Für Fahrzeuge dieser speziellen Fahrzeugklasse galt in Frankreich seit dem 30. Juli 1920 eine jährliche Kraftfahrzeugsteuer in Höhe von 100 Franc. Für die nächsthöhere Fahrzeugklasse Voiturette waren 280 Franc fällig.
Im Oktober 1922 kamen der Viersitzer Amilcar Type C 4 und die Sportausführung Amilcar Type CV dazu. Auf den Type CV folgte schnell der Amilcar Type CS. Das Karosseriebauunternehmen Carrosserie Charles Duval fertigte viele der Karosserien. Daneben sind La Phocéenne und Georges Lemaitre überliefert. In dem Jahr entstanden 1695 Fahrzeuge.
1923 erschienen der Sportwagen Amilcar Type CGS und der Amilcar Type E als Wagen der Mittelklasse. In dem Jahr entstanden 2529 Fahrzeuge.
Mitte 1924 wurde ein größeres Werk in derselben Stadt erworben und im Oktober bezogen. Das Kapital wurde von 3 Millionen auf 10 Millionen Franc aufgestockt. Zu der Zeit waren 800 Personen beschäftigt. Der Amilcar Type G wurde präsentiert. In dem Jahr entstanden 3647 Fahrzeuge.
1925 gab es 1100 Mitarbeiter. Etwa 1925 kam Margyl unter Leitung von Marcel Sée und Gilbert Nataf als weiterer Karosserier dazu. Der Amilcar Type J löste den Type E ab. Ende 1925 gab es 150 Verkaufsstellen in Frankreich. Täglich entstanden etwa 15 Fahrzeuge. In dem Jahr entstanden 3764 Fahrzeuge.
Etwa 1926 kaufte Amilcar Margyl auf und hatte somit einen eigenen Karosseriebau. Der im Oktober 1926 auf dem Pariser Autosalon präsentierte Amilcar Type CGSS löste den Type CGS ab. Außerdem erschien der Sportwagen Amilcar Type C 6 mit einem Sechszylindermotor. Das Kapital wurde auf 13 Millionen Franc erhöht. In dem Jahr entstanden 3970 Fahrzeuge.
Anfang 1927 geriet das Unternehmen in große finanzielle Probleme und wurde im März 1927 liquidiert.

### 1927: Société Anonyme Française d’Automobiles
Marcel Sée war bereits 1921 von Akar eingestellt worden. Er investierte sowohl eigenes Vermögen als auch das von Investoren, übernahm die Reste des alten Unternehmens und gründete 1927 das neue. Während er die Leitung übernahm, schieden Akar und Lamy aus. Als Kapital werden 6 Millionen Franc genannt. Auf dem Pariser Autosalon wurde der Amilcar Type L als Nachfolger des Type G präsentiert.
Im Mai 1928 wurde das Kapital auf 10 Millionen erhöht. Auf dem Pariser Autosalon wurde der Amilcar Type M vorgestellt, der den Type L ablöste. Ende 1928 gab es Verhandlungen mit Durant Motors. Amilcar sollte Fahrzeuge mit Achtzylindermotoren in den USA verkaufen. Der Amilcar Type C 8 wurde im Oktober als Prototyp vorgestellt.
1929 wurde weiter verhandelt. Sée hielt sich sieben Wochen in den USA auf. Letztendlich kam es zu keinem Abschluss. Die Weltwirtschaftskrise hatte ihren Anteil am Scheitern. Amilcar litt unter den Investitionen, die bereits für den Achtzylindermotor getätigt worden waren. Im Oktober wurde der Amilcar Type M 2 als Nachfolger des Type M auf der Automobilausstellung in Paris präsentiert. Außerdem gingen der Type C 8 sowie die stärkere Ausführung Amilcar Type CS 8 in Produktion. Ende 1929 wurde Pierre Delage als ein Direktor eingestellt, der aber nach einem Jahr wieder zu Delage wechselte.
1930 hielten die schlechten Zeiten an. Der Type M 2 verkaufte sich schlecht. Neue Modelle wurden in dem Jahr nicht präsentiert.
Auf dem Pariser Autosalon im Oktober 1931 wurde der Amilcar Type M 3 als Nachfolger des Type M 2 präsentiert.
1932 entwickelte Moyet erneut einen Kleinwagen. Der Amilcar Type C, auch 5 CV genannt, wurde im Oktober 1932 in Paris vorgestellt. Für dieses Jahr werden 10 Millionen Kapital genannt, was dem Stand von 1928 entsprach.
1933 löste der Amilcar Type C 3 den Type C ab. Im Oktober wurde der Amilcar Type M 4 als Ergänzung zum Type M 3 präsentiert. Ende des Jahres fiel das Kapital auf 4 Millionen.
1934 erschien noch der Amilcar Type C 5 als Nachfolger des Type C 3. In dem Jahr wurden viele Mitarbeiter entlassen. Im August 1934 endete die Produktion. Einige vorhandene Teile wurden verkauft, der Rest verschrottet. Die Konstrukteure Moyet und Chinon wechselten zu Citroën.

### 1934: Société Financière Automobile
Bereits Anfang 1934 gründete Sée ein neues Unternehmen. Der Sitz war nun in Boulogne. Nur wenige Mitarbeiter wurden übernommen. Dazu gehörte Maurice Mestivier als Verkaufsleiter. Das Werk war kleiner und in Bezug auf Maschinen schlechter ausgestattet. Deshalb wurden viele Teile zugekauft oder von externen Dienstleistern gefertigt. Im Oktober 1934 wurden auf dem Pariser Automobilsalon einige Type M 3 und Type C 5 präsentiert, deren Produktion zwar schon eingestellt war, aber vorhandene Fahrzeuge wurden noch bis 1935 abverkauft. Außerdem wurde der Prototyp des Amilcar Pégase vorgestellt, der sich von den vorherigen Modellen unterschied.
Im Frühjahr 1935 ging der Pégase in Serienproduktion, 1936 kam eine Variante des Pegáse dazu.
1937 war das Kapital auf eine Million gesunken. Harry Ainsworth, der Direktor der Automobilabteilung von Hotchkiss et Cie, sowie sein Verkaufsleiter Jacobsen wurden Direktoren. Im September 1937 hielt Hotchkiss die Mehrheit der Anteile. Der Pégase wurde eingestellt, denn er stand in Konkurrenz zu den eigenen Modellen. Hotchkiss, in Angst um seinen guten Ruf, hatte Amilcar übernommen, um ohne Risiko ein kleineres Modell mit Frontantrieb vermarkten zu können. Im Oktober 1937 wurde der Amilcar Compound auf dem Pariser Autosalon präsentiert. Jean-Albert Grégoire war der Konstrukteur.
Die Produktion von Personenkraftwagen lief bis 1939.
Am 10. April 1940 verließ Sée das Unternehmen.
Während des Zweiten Weltkriegs entstanden noch einige Compound als Kastenwagen und Krankenwagen. Zu der Zeit gehörte Hotchkiss zur Générale Française Automobile.
1946 wurde das Unternehmen aufgelöst. Daraus entstand die Société de Fabrication Industrielle Automobile, ebenfalls SOFIA abgekürzt, die aber keine Fahrzeuge mehr herstellte. Sie existierte bis Ende der 1980er Jahre und wurde dann Teil der Thomson Group.

## Lizenzvergabe
Pluto Automobilfabrik aus Deutschland, Grofri und Österreichische Amilcar-Automobil aus Österreich sowie Amilcar Italiana aus Italien fertigten Fahrzeuge in Lizenz.

## Fahrzeuge
| Klasse              | Typ       | Von  | Bis  | Zylinder | Bohrung (mm) | Hub (mm)    | Hubraum (cm³)  | Leistung PS  | Radstand (mm)  | Text                                                                   | Bild |
| ------------------- | --------- | ---- | ---- | -------- | ------------ | ----------- | -------------- | ------------ | -------------- | ---------------------------------------------------------------------- | ---- |
| Cyclecar            | Type CC   | 1921 | 1925 | 4        | 55           | 95          | 903            | 17           | 2310           | anfangs leicht genug für Cyclecar                                      |      |
| Kleinwagen          | Type CC   | 1921 | 1925 | 4        | 55           | 95          | 903            | 17           | 2310           | später zu schwer für Cyclecar                                          |      |
| Kleinwagen          | Type C 4  | 1922 | 1929 | 4        | 58           | 95          | 1004           | 22           | 2450           | längere Ergänzung zum Type CC                                          |      |
| Kleinwagen          | Type C    | 1932 | 1933 | 4        | 58           | 80          | 845            | 19           | 2150           | neuer Kleinwagen                                                       |      |
| Kleinwagen          | Type C 3  | 1933 | 1934 | 4        | 59           | 80          | 875            | 21           | 2250           | Nachfolger des Type C                                                  |      |
| Kleinwagen          | Type C 5  | 1934 | 1934 | 4        | 59           | 85          | 930            | 22           | 2370           | Nachfolger des Type C 3                                                |      |
| Untere Mittelklasse | Type G    | 1924 | 1927 | 4        | 60           | 95          | 1074           | 28           | 2600           | erstes Modell dieser Größe                                             |      |
| Untere Mittelklasse | Type L    | 1927 | 1928 | 4        | 60           | 105         | 1188           | 28           | 2650           | Nachfolger des Type G                                                  |      |
| Untere Mittelklasse | Type M    | 1928 | 1929 | 4        | 60           | 110         | 1244           | 26           | 2650           | Nachfolger des Type L                                                  |      |
| Untere Mittelklasse | Type M 2  | 1929 | 1931 | 4        | 60           | 110         | 1244           | 25–30        | 2650           | Nachfolger des Type M                                                  |      |
| Untere Mittelklasse | Type M 3  | 1931 | 1934 | 4        | 60           | 110         | 1244           | 27           | 2675           | Nachfolger des Type M 2                                                |      |
| Untere Mittelklasse | Type M 4  | 1933 | 1934 | 4        | 72           | 100         | 1629           | 37           | 2675           | stärkere Ergänzung zum Type M 3                                        |      |
| Untere Mittelklasse | Compound  | 1937 | 1942 | 4        | 60 63 67     | 110 95      | 1244 1185 1340 | 27 33 45     | 2500–2650      | Nachfolger des Type M 3                                                |      |
| Mittelklasse        | Type E    | 1922 | 1925 | 4        | 65 67        | 112         | 1487 1579      | 42 46        | 2970           | erstes großes Modell                                                   |      |
| Mittelklasse        | Type J    | 1925 | 1928 | 4        | 73           | 112         | 1875           | 46           | 3000           | Nachfolger des Type E                                                  |      |
| Mittelklasse        | Type C 8  | 1928 | 1930 | 8        | 62 63        | 75 80       | 1811 1995      | ? 63         | 2920–3000 3000 | Nachfolger des Type J                                                  |      |
| Mittelklasse        | Type CS 8 | 1929 | 1933 | 8        | 66           | 85          | 2326           | 60–65        | 3000           | Nachfolger des Type J                                                  |      |
| Mittelklasse        | Pégase    | 1934 | 1937 | 4        | 80 89        | 100 107 100 | 2011 2151 2488 | 50 58 75     | 3000           | Nachfolger des Type CS 8                                               |      |
| Sportwagen          | Type CV   | 1922 | 1923 | 4        | 57           | 95          | 970            | 18           | 2310           | Sportwagen auf Basis des Type CC                                       |      |
| Sportwagen          | Type CS   | 1923 | 1925 | 4        | 58           | 95          | 1004           | 23–25        | 2310           | Nachfolger des Type CV                                                 |      |
| Sportwagen          | Type CGS  | 1923 | 1926 | 4        | 60           | 95          | 1074           | 33           | 2425           | noch sportlicher als Type CS                                           |      |
| Sportwagen          | Type CGSS | 1926 | 1929 | 4        | 60           | 95 110      | 1074 1244      | 33 ?         | 2323           | Nachfolger des Type CGS                                                |      |
| Sportwagen          | Type C 6  | 1926 | 1930 | 6        | 56           | 74          | 1094           | 62           | 2195           | Sportwagen auf Basis des Type CO, oft von Kunden für Rennen eingesetzt |      |
| Rennwagen           | Type CO   | 1925 | 1927 | 6        | 55 56 57     | 77 74 83    | 1098 1094 1271 | 90 105–107 ? | 2160–2235      | Rennwagen für Werksfahrer                                              |      |
| Rennwagen           | Type MCO  | 1928 | 1928 | 6        | 56 57        | 74 83       | 1094 1271      | ?            | 2130           | Nachfolger des Type CO                                                 |      |

## Motorsport
1922 gewann Amilcar den Titel in der Klasse der Cyclecars vor Salmson. In der Folge entstand eine Rivalität zwischen diesen beiden Marken.
Maurice Boutmy und Jérôme Marcadanti nahmen am 24-Stunden-Rennen von Le Mans 1923 teil.
Am 24-Stunden-Rennen von Le Mans 1924 nahmen sowohl das Team Boutmy/Marcadanti als auch die Werksfahrer Morel und Marius Mestivier teil.
Die erste Teilnahme an einem Rennen außerhalb Frankreich war beim 24-Stunden-Rennen von Spa-Francorchamps 1925. Beim 24-Stunden-Rennen von Le Mans 1925 verunglückte Marius Mestivier tödlich. Der Amilcar Type CO war der erste reine Rennwagen von Amilcar.
Marcel Lefebvre-Despeaux gewann Anfang 1927 mit einem modifizierten Type G die Rallye Monte Carlo.
1928 erzielten André Morel und Charles Auguste Martin einige Weltrekorde. In dem Jahr löste der Amilcar Type MCO den Type CO ab.
Jules Moriceau nahm am Indianapolis 500 1929 teil.